# Minona dolichovesicula
Minona dolichovesicula is een platworm (Platyhelminthes). De worm is tweeslachtig. De soort leeft in het zoute water.
Het geslacht Minona, waarin de platworm wordt geplaatst, wordt tot de familie Monocelididae gerekend. De wetenschappelijke naam van de soort werd voor het eerst geldig gepubliceerd in 1982 door Tajika.